# RealVideo
RealVideo es el formato de vídeo propietario de RealMedia que, al igual que RealAudio, lo desarrolla y patenta RealNetworks. Se utiliza sobre todo en aplicaciones de Streaming.
Los archivos comprimidos con RealVideo están libres de pérdida de datos. La calidad de los archivos de RealVideo son, por lo general, de calidad en términos comparativos. Sin embargo, versiones más antiguas son, en comparación con formatos como el MPEG, de menor calidad. Las versiones actuales cuentan con una calidad equiparable a videocodes MPEG-4 como por ejemplo Xvid o DivX, así como Windows Media Video 9.
Para RealVideo 5 (RV10) y RealVideo G2 (RV20) existen compresores y decompresores de código abierto en el proyecto FFmpeg.
Desde la introducción de RealVideo 9 y el comienzo de la Comunidad Helix a finales de 2002, el creador del formato de RealVideo, Karl Olav Lillevold, mantiene un contacto directo con los usuarios en el Foro Doom9. Desde entonces también se lanzan de forma regular nuevas versiones del codificador.
Existen 4 versiones de RealVideo no compatibles entre ellas, las cuales se identifican con un código de 4 letras al igual que ocurre con el formato AVI:
- RV10: RealVideo 5, primera versión de RealVideo, el formato es idéntico a H.263;
- RV20: RealVideo G2; RealVideo G2+SVT;
- RV30: RealVideo 8;
- RV40: RealVideo 9; RealVideo 9 EHQ; RealVideo 10.

RealVideo se encuentra en el contenedor de RealMedia y lleva su extensión de archivo propia, que puede ser .rv, .ram, .rm, o .rmvb; el tipo de  MIME es audio/x-pn-realvideo, si bien también se puede utilizar en Matroska (con la extensión .mkv).
RealVideo puede crearse por medio del productor Helix en diferentes sistemas operativos de forma gratuita. También existen diferentes front-ends para los programas que solo se pueden controlar por medio de archivos de configuración o línea de comandos.